# Home 키

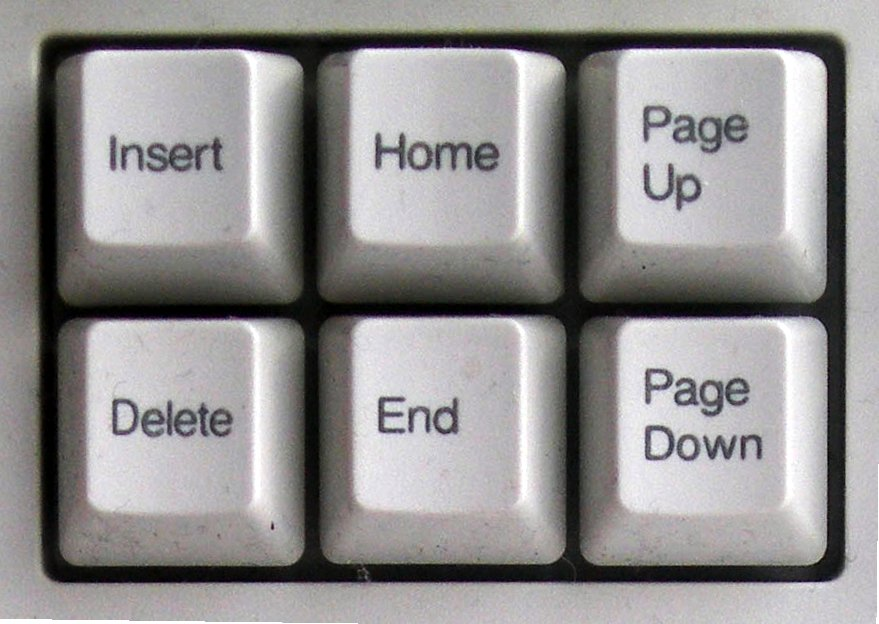
홈 키(상단 가운데)

홈 키(Home Key)는 컴퓨터의 키보드 중 하나로 커서를 행의 처음으로 이동시키는 용도 등에 사용된다.

## 개요
홈 키는 일반적으로 Home으로 각인되어있고 엔드 키의 반대의 기능을 한다. 많은 커맨드라인의 환경, 텍스트 소프트 등에서는 커서의 현재 위치를 행의 처음으로 이동하는 용도 등에 사용된다.

## 역사
홈 키 및 엔드 키의 유래는 수동식 타자기에서 종이를 세팅하는 롤러부분을 수동으로 좌우로 움직여야했던 조작에서 온 것이다. 롤러(종이)를 오른쪽으로 움직이면 종이의 왼쪽에 타자장치가 온다. 왼쪽으로 옮기면 오른쪽에 타자장치가 온다. 또 이 조작에선 개행(종이를 위로 이동하는)은 하지 않는다.
초기 PC키보드에선 홈 키가 존재하지 않는 것도 있다. 초대 IBM PC에선 일부 겸용되었다. PC/AT용의 호환기용의 풀 키보드 대부분에서 현재의 위치(방향 커서 위의 6개 키 중 상단 중앙)가 된 것은 101키보드 이후이다.

## 용도

### 윈도
현재 윈도용의 문서편집환경에선 통상적으로 커서의 현재 위치에서 그 커서가 위치한 행(라인)의 선두로 돌아간다. 문서를 편집할 수 없는 경우(웹브라우저, PDF)에는 커서는 그 문서의 처음으로 돌아간다. 또 편집 중에도 컨트롤 키와 병용하여(Ctrl+Home) 문서의 처음으로 돌아갈 수 있다.
또한 홈 키는 편집 중에 시프트 키를 병용하여(⇧ Shift+Home) 현재의 커서 위치에서 행 선두까지의 모든 문자를 선택(하이라이트)할 수 있다.

### Mac OS X
Mac OS X 대부분의 애플리케이션소프트 웹에선 홈 키는 오리지널 UNIX의 단말과 같은 작용을 하여 신규 문서의 개시가 된다.

### 리눅스
리눅스에서 홈 키는 기본적으론 윈도의 경우와 같은 작용을 한다. 편집 중에는 행의 선두로 커서가 움직이며 다른 경우는 문서의 선두로 이동한다. 또 윈도와 마찬가지로 편집 중 시프트 키와 병용하여 현재의 커서 위치에서 선두까지 모든 문자를 선택한다.

## 참조
- 후지츠 키보드 컬렉션